# Alrauna
Alrauna (z niem.) – korzeń mandragory lekarskiej (Mandragora officinarum), któremu w średniowieczu przypisywano właściwości magiczne.

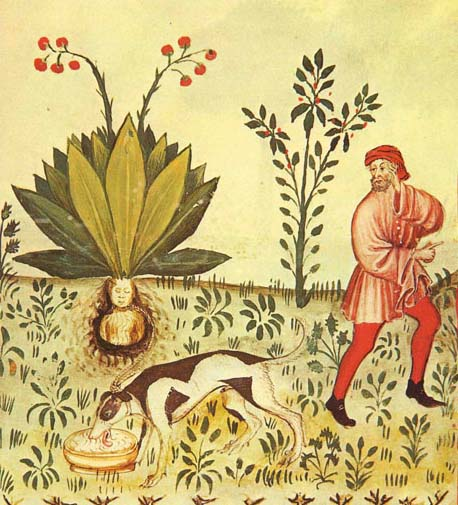
XV-wieczna księga ilustrująca metodę wyrywania mandragory

Silnie zgrubiały, rozgałęziony korzeń mandragory uważany był za środek magiczny. Magiczne właściwości miał jedynie korzeń o humanoidalnych kształtach. Najczęściej szukano go pod szubienicą, skąd odpadające części ciała wisielca miały zapewniać mandragorze doskonałą pożywkę. Według niektórych podań mandragora wyrastała z nasienia skazańca, wytryskającego tuż przed jego śmiercią. 
Aby wydobyć korzeń, należało poczynić odpowiednie przygotowania. Zalecano najpierw polać roślinę moczem kobiecym lub krwią menstruacyjną. Następnie można było korzeń ostrożnie i głęboko obkopać dookoła, ale nie wyciągać go z ziemi. Dla pewności trzeba było jeszcze zakreślić dookoła rośliny trzy magiczne kręgi przy użyciu miecza. Mandragorę wyciągnąć powinien z ziemi czarny pies, któremu przywiązywano do szyi sznurek, a drugi koniec do rośliny. Twierdzono, że mandragora wyrywana z ziemi wydawała ludzki krzyk, który zabijał tego, kto go usłyszał; tak więc śmierć spotykała psa. 

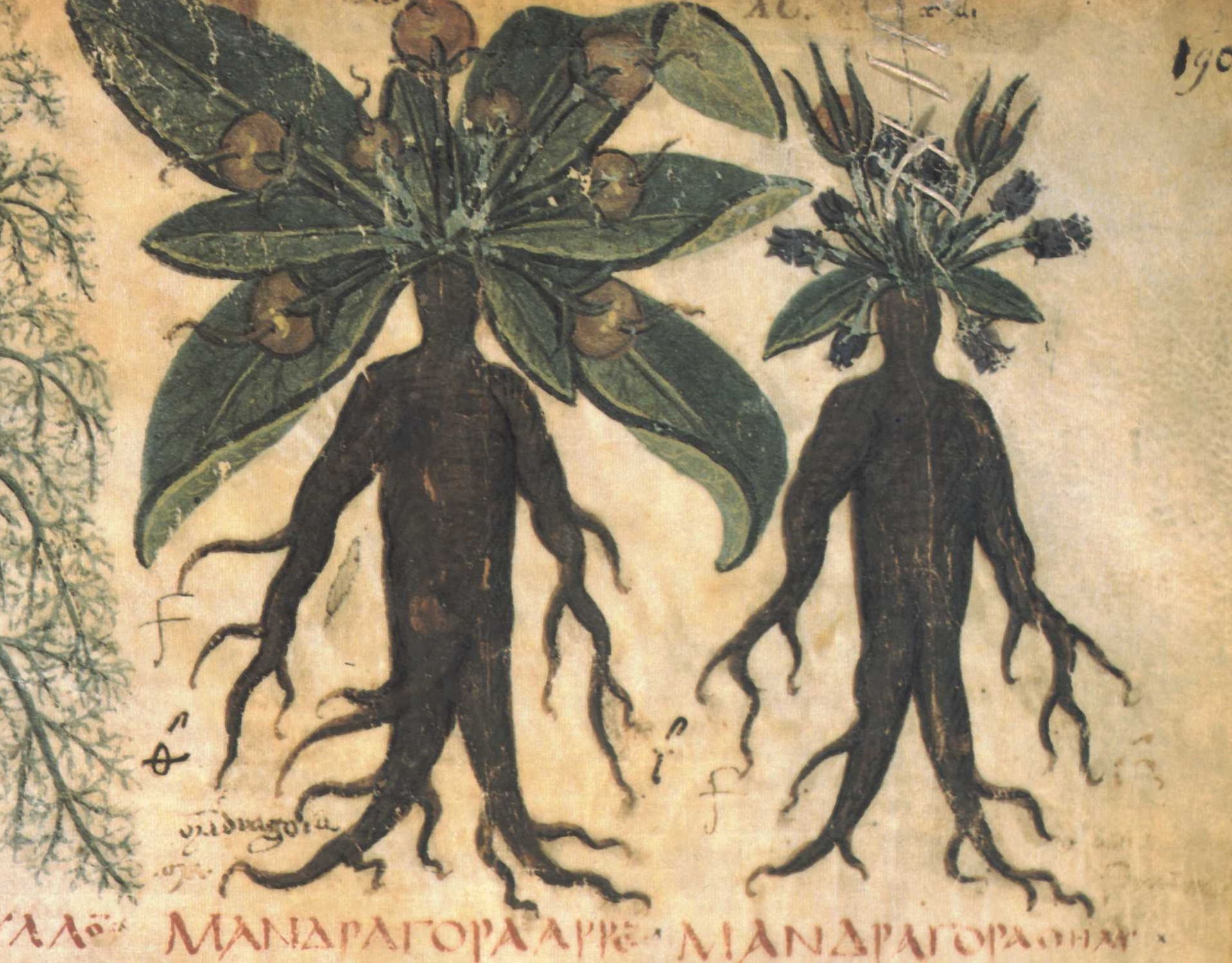
VII-wieczna ilustracja mandragory

Korzeń przypominający ludzką postać podobno kiwał główką, gdy zadało mu się pytanie i odpowiedź na nie była twierdząca. Często oszuści zamiast mandragory sprzedawali żeń-szeń.
Jagody, nazywane jabłkami miłości były uważane za środek przeciw bezpłodności, pobudzający żądze miłosne, próżność w małych dawkach i głupotę w dużych.
Wierzono, że alrauna była stworzona z rajskiej ziemi jako pierwowzór człowieka. Jednak nie spodobała się Stwórcy i dlatego ją wyrzucił. Odtąd alrauna tęskni za rajem i z tego powodu protestuje przy próbie wydobycia jej z ziemi.
Alrauna stanowi nieodłączny atrybut diabła, demonów, czarnoksiężników i osób uprawiających czarną magię. Uważa się ją także za symbol obłędu, czarów, proroctwa, tajemnicy, senności, żądzy, miłości i głupoty.